# Allogaussia recondita
Allogaussia recondita is een vlokreeftensoort uit de familie van de Lysianassidae. De wetenschappelijke naam van de soort is voor het eerst geldig gepubliceerd in 1858 door Stasek.